# Emirates Cup (cyclisme)
Pour les articles homonymes, voir Emirates Cup.
L'Emirates Cup est une course cycliste se déroulant aux Émirats arabes unis créée en 2009. Elle fait partie de l'UCI Asia Tour dès sa création en catégorie 1.2. L'édition 2011 est annulée. Elle n'a plus été disputée depuis.

## Palmarès
| Année | Vainqueur         | Deuxième             | Troisième       |
| ----- | ----------------- | -------------------- | --------------- |
| 2009  | Ayman Ben Hassine | Abdelbasset Hannachi | Omar Hasanein   |
| 2010  | Malcolm Lange     | Erwan Brenterch      | Benjamin Giraud |